# Krystyna Szlaga

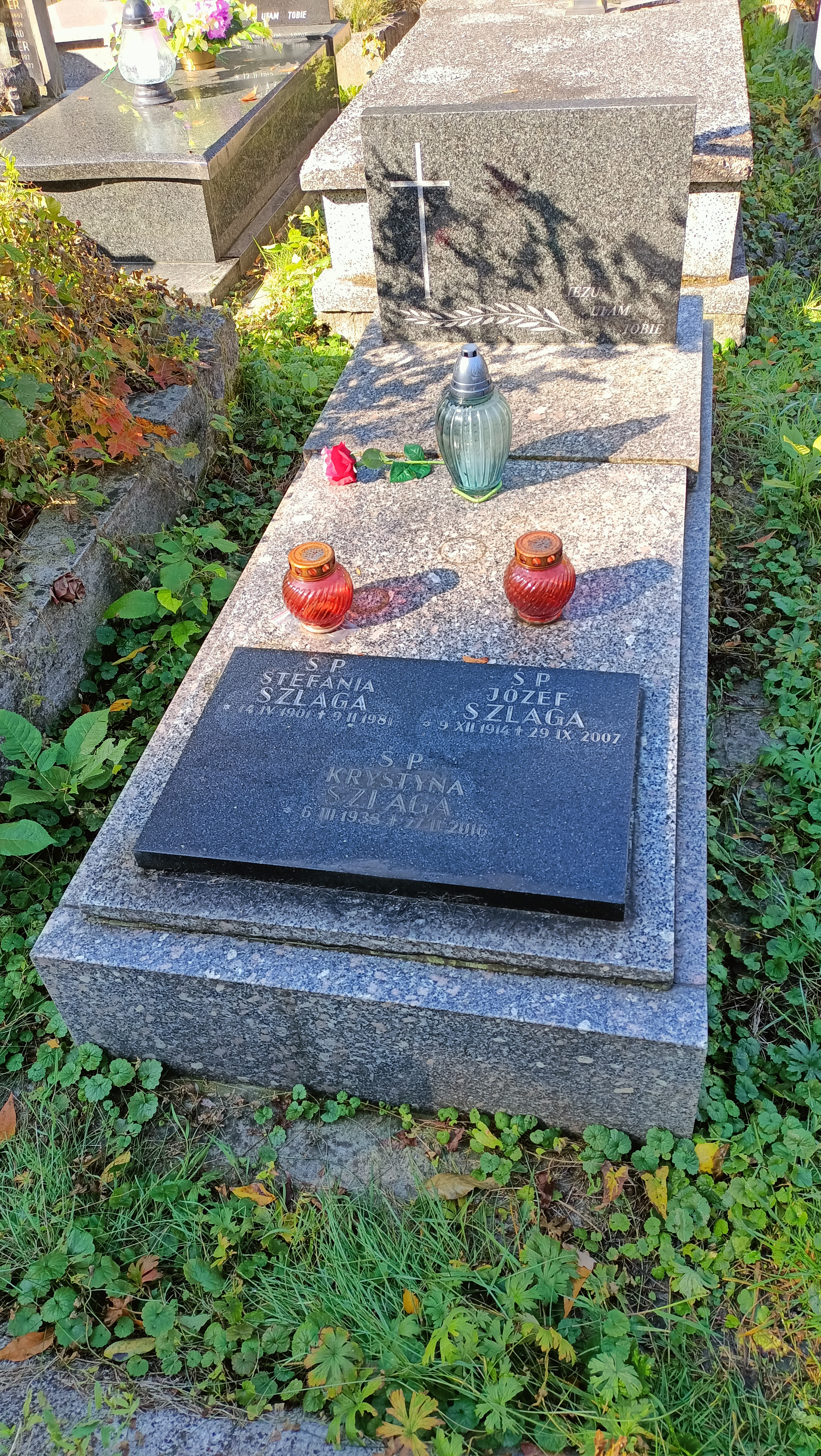
Grób na cmentarzu Rakowickim w Krakowie

Krystyna Szlaga (ur. 6 marca 1938 w Krakowie, zm. 27 lutego 2016 w Krakowie) – polska poetka, autorka sztuk scenicznych oraz słuchowisk.

## Życiorys
Ukończyła filologię słowiańską na Uniwersytecie Jagiellońskim. Debiutowała jako poetka w 1961 roku na łamach tygodnika „Życie Literackie”. W latach 1968–1991 była redaktorką Polskiego Radia. W roku 2009 uhonorowana została przez Śródmiejski Ośrodek Kultury w Krakowie Nagrodą Krakowska Książka Miesiąca za tom wierszy Poezje wybrane. Została odznaczona Krzyżem Oficerskim Orderu Odrodzenia Polski (2002)
Zmarła 27 lutego 2016 i została pochowana na cmentarzu Rakowickim w Krakowie.

## Twórczość
Tomiki poezji
- Korzeniami w ziemię
- Dialog
- Arena
- Słowo Wilka
- Ziemia
- W pobliżu
- Niebo po Ikarze
- Poezje wybrane (LSW, Warszawa 2009)